# Lasioglossum burmense
Lasioglossum burmense är en biart som först beskrevs av Blüthgen 1926.  Lasioglossum burmense ingår i släktet smalbin, och familjen vägbin. Inga underarter finns listade i Catalogue of Life.